# قهرمان سال
قهرمان سال (لهستانی: Bohater roku) یک فیلم درام لهستانی به کارگردانی فلیکس فالک است که در سال ۱۹۸۷ منتشر شد. این فیلم در پانزدهمین جشنواره بین‌المللی فیلم مسکو به نمایش درآمد و برندهٔ جایزهٔ ویژهٔ فدراسیون بین‌المللی منتقدان فیلم شد. این فیلم نماینده لهستان جهت رقابت برای جایزه اسکار بهترین فیلم بین‌المللی در شصتمین دوره جوایز اسکار بود که البته به فهرست نهایی نامزدها راه نیافت.

## گزیدهٔ بازیگران
- یرژی اشتور
- یژی فدوروویچ
- یانوش یوزفوویچ
- گراژینا ترلا
- آنا چیترو
- میروسواوا مارخلوک
- پیوتر اسکارگا
- پیوتر ماخالیتسا
- ماریان اوپانیا
- ریشارد کوتیس
- ایزابلا اولِـینیک
- یواخیم لامژا